# Nagy Iván Edgár
Nagy Iván Edgár (Riga, 1879. március 17. – Budapest, 1947. február 19.) mezőgazdasági szakíró, múzeumigazgató, egyetemi tanár.

## Életútja
Budapesten szerzett jogi és bölcsészeti diplomát. 1903-tól a Földművelésügyi Minisztériumban különféle beosztásokban dolgozott, osztályvezető és a minisztérium sajtóirodájának vezetője is volt. Többször járt Oroszországban. 1921-től orosz nyelvet tanított a Budapesti (1921-től Pázmány Péter) Tudományegyetem közgazdasági karán, orosz nyelvtankönyvet is írt.
1931. január 1-ével kinevezték a Magyar Mezőgazdasági Múzeum igazgatójának. Paikert Alajost követte ebben a tisztségben, akit meghívtak Egyiptomba a kairói Mezőgazdasági Múzeum megszervezésére. 1933. február 28-ig volt a múzeum igazgatója, majd – Paikert Alajost Egyiptomban is felváltva – 1933-tól 1936 tavaszáig irányította a kairói múzeum berendezésének munkálatait. Hazaérkezése után a József Nádor Műszaki és Gazdaságtudományi Egyetem (ma: Budapesti Műszaki és Gazdaságtudományi Egyetem) mezőgazdasági karának orosz nyelvi lektora volt. Ebben az időben megszaporodtak publikációi. Az orosz irodalomtörténet klasszikusairól írt tanulmányai elsősorban a Budapesti Szemle egyes évfolyamaiban, a szovjet mezőgazdaságról írt könyve egyetemi magántanárrá képesítésével egyidőben (1941) jelent meg.

## Munkái
- Rettenetes Iván cár halála: szomorújáték / Tolsztoj Alekszej, Kováts Ágoston közrem., ford. Nagy Iván. Franklin, 1910.
- Osztrovszkí drámái. Bp., 1915. [Franklin.]
- Osztrovszkij és kora. Budapesti Szemle. 189. k. 1922
- Orosz nyelvtan, Rozsnyai, 1923.
- A M. Kir. Mezőgazdasági Múzeum értesítője / szerk. Nagy Iván Edgár. Egyetemi Nyomda, 1932.
- Prága Moszkva kezében..., 1936[7]
- Die Landwirtschaft im heutigen Aegypten und ihre Entwicklungsmöglichkeiten, Wien : Scholle, [1937]
- Puskin halála. Budapesti Szemle, 244, k. 1937. – Klny. is.
- Nagy Iván: Lermontov. Budapesti Szemle. 261. k. 1941. – Klny. is
- Szovjet-Oroszország kollektív mezőgazdasági termelése, Cserépfalvi, [1941].
- Rettenetes Iván: (IV. Iván cár), Cserépfalvi, [1942].
- Borisz Godunov, a rejtelmes cár és kora, Esterházy-Griff, [1944].
- Rettenetes Iván cár halála l. kötet: szomorújáték 5 felvonásban / Alekszej Konsztantinovics Tolsztoj, I-II. kötet, fordította: Dr. Nagy Iván ; Dr. Kováts Ágoston közreműködésével. [Budapest]: Színháztudományi Intézet, 1967.